# 蓋斯特峰

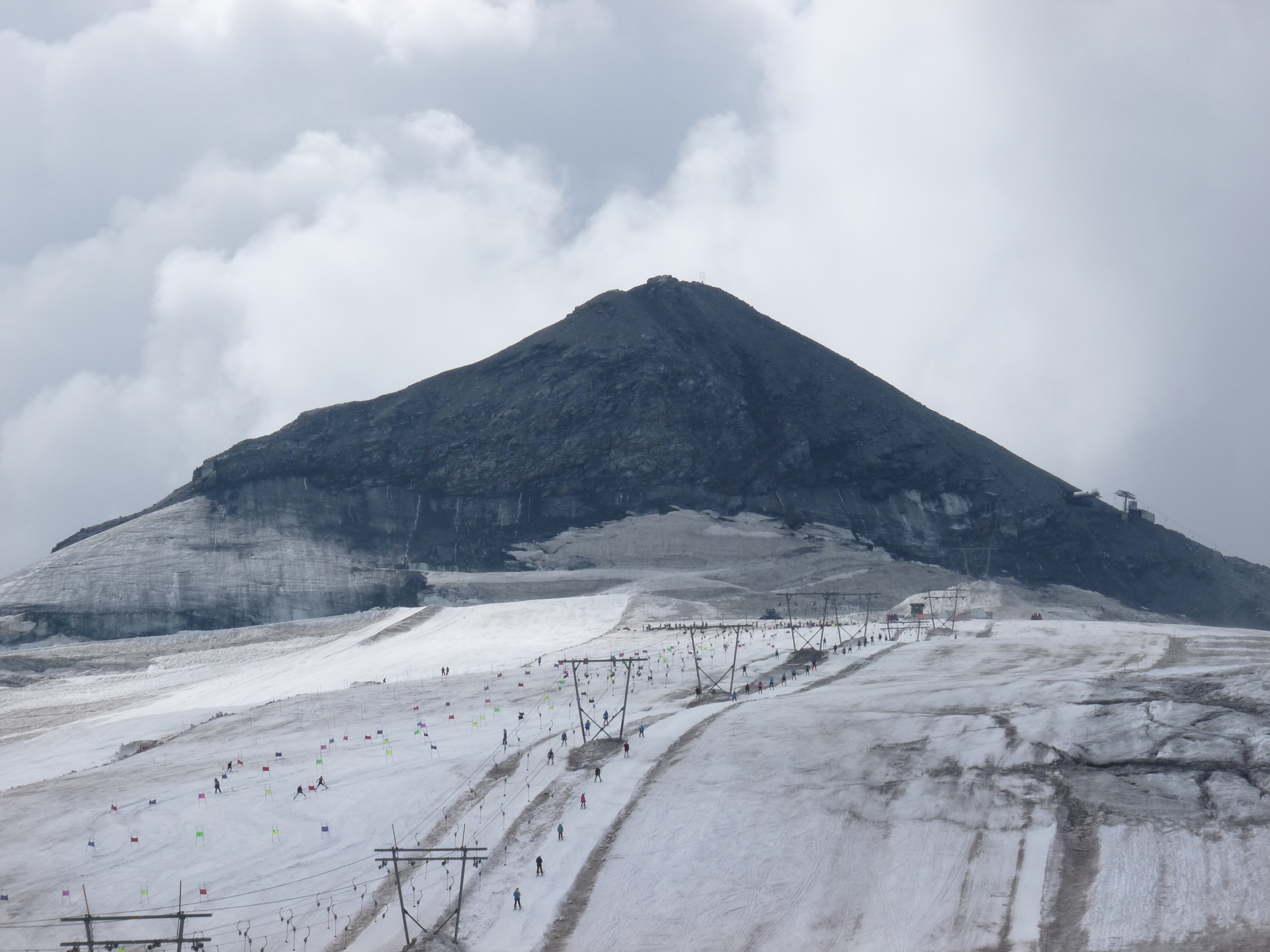

46°29′57″N 10°28′30″E / 46.499248°N 10.474869°E
蓋斯特峰（德語：Geisterspitze），是意大利的山峰，位於該國北部，處於博爾扎諾-南蒂羅爾自治省和松德里奧省接壤的邊界，屬於奥特莱斯山的一部分，海拔高度3,467米。